# Fithalda
Fithalda är en träklump, som fästs på benet på en häst eller annan boskap, som har för ovana att hoppa över ett stängsel. Djuret tappar då lusten att hoppa, men fithaldan hindrar inte förflyttning under bete.
Detta kan jämföras med den tunga fotboja med vidhängande tung järnkula, som förr sådana fångar, som dömts till straffarbete försågs med.